# Buit QED

Un diagrama de Feynman (diagrama de caixa) per a la dispersió fotòn-foton, un fotó es dispersa a partir de les fluctuacions transitòries de càrrega de buit de l'altre.

El buit QED o buit electrodinàmic quàntic és el buit teòric de camp de l'electrodinàmica quàntica. És l'estat d'energia més baix (l'estat fonamental) del camp electromagnètic quan es quantifiquen els camps. Quan es permet hipotèticament que la constant de Planck s'acosti a zero, el buit QED es converteix en buit clàssic, és a dir, el buit de l'electromagnetisme clàssic.
Un altre buit teòric de camp és el buit QCD del model estàndard.

## Fluctuacions
El buit QED està subjecte a fluctuacions sobre una condició de camp mitjà zero latent; Aquí hi ha una descripció del buit quàntic:
"La teoria quàntica afirma que un buit, fins i tot el buit més perfecte desproveït de qualsevol matèria, no és realment buit. Més aviat el buit quàntic es pot representar com un mar de [parells de] partícules que apareixen i desapareixen contínuament que es manifesten en l'aparent empenta de partícules que és força diferent dels seus moviments tèrmics. Aquestes partícules són partícules "virtuals", a diferència de les reals....En qualsevol moment, el buit està ple d'aquests parells virtuals, que deixen la seva firma enrere, en afectar els nivells d'energia dels àtoms. » — Joseph Silk On the Shores of the Unknown, p. 62

## Partícules virtuals
De vegades s'intenta proporcionar una imatge intuïtiva de les partícules virtuals basada en el principi d'incertesa d'energia-temps de Heisenberg:{\displaystyle \Delta E\Delta t\geq {\frac {\hbar }{2}}\,,}(on ΔE i Δt són variacions d'energia i temps, i ħ la constant de Planck dividida per 2 π ) argumentant que la curta vida útil de les partícules virtuals permet el "préstec" de grans energies del buit i, per tant, permet la generació de partícules per temps curts.
Tanmateix, aquesta interpretació de la relació d'incertesa energia-temps no és universalment acceptada. Un dels problemes és l'ús d'una relació d'incertesa que limita la precisió de la mesura com si una incertesa temporal Δt determina un "pressupost" per a l'endeutament d'energia ΔE. Una altra qüestió és el significat de "temps" en aquesta relació, perquè l'energia i el temps (a diferència de la posició q i el moment p, per exemple) no compleixen una relació de commutació canònica (com ara [q, p] = iħ). S'han avançat diversos esquemes per construir un observable que tingui algun tipus d'interpretació del temps i, tanmateix, satisfà una relació de commutació canònica amb l'energia. Els molts enfocaments del principi d'incertesa temps-energia són un tema d'estudi continuat.

### Quantificació dels camps
El principi d'incertesa de Heisenberg no permet que una partícula existeixi en un estat en què la partícula es trobi simultàniament en una ubicació fixa, per exemple, l'origen de les coordenades, i també té moment zero. En canvi, la partícula té un rang d'impuls i difusió en la ubicació atribuïble a les fluctuacions quàntiques; si està confinat, té una energia de punt zero.

## Propietats electromagnètiques

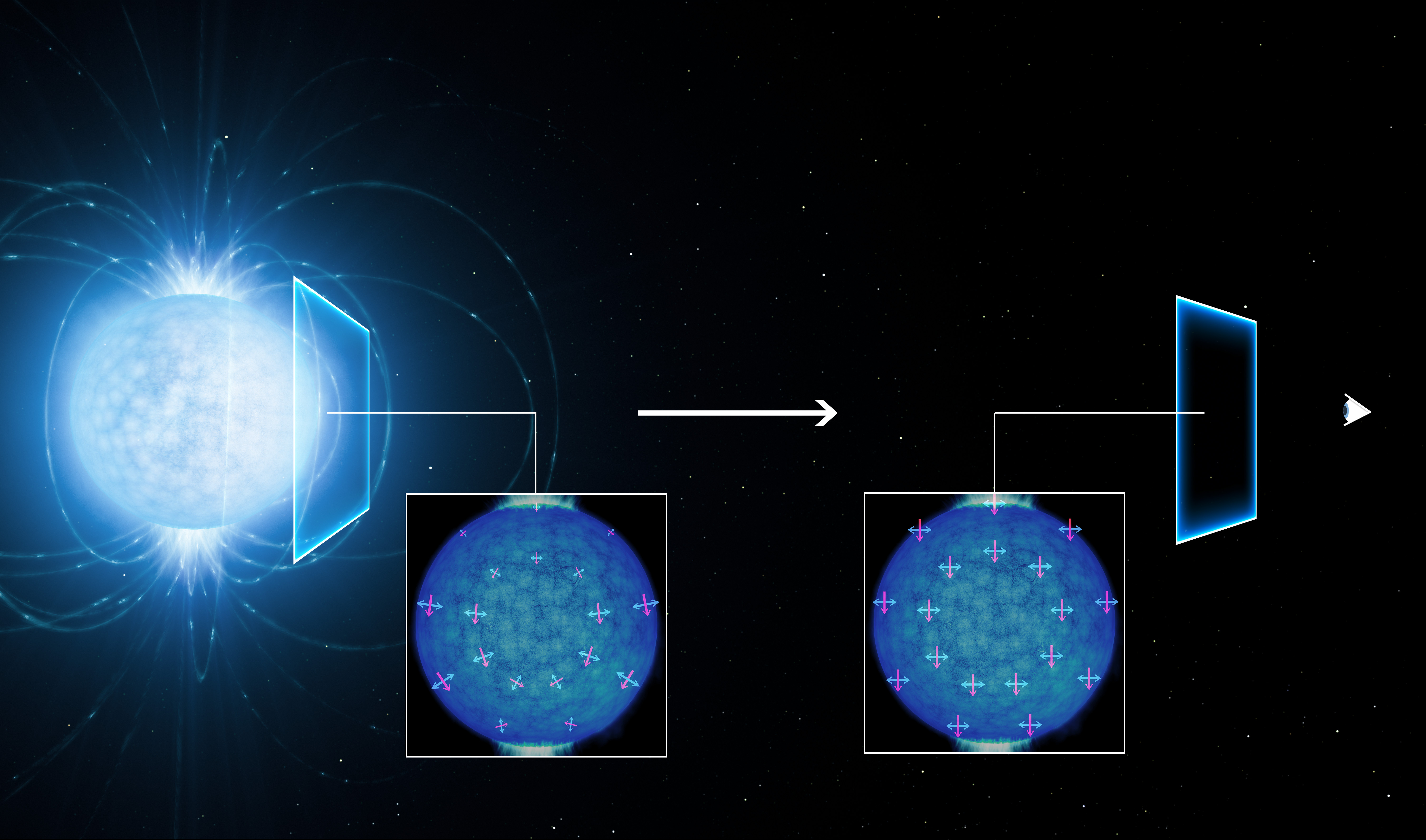
La polarització de la llum observada en el camp magnètic extremadament fort suggereix que l'espai buit al voltant de l'estrella de neutrons RX J1856.5−3754 està subjecte a la birrefringència al buit.

Com a resultat de la quantificació, el buit electrodinàmic quàntic es pot considerar com un medi material. És capaç de polaritzar al buit. En particular, es veu afectada la llei de força entre partícules carregades. La permitivitat elèctrica del buit electrodinàmic quàntic es pot calcular, i difereix lleugerament del simple ε0 del buit clàssic. Així mateix, la seva permeabilitat es pot calcular i difereix lleugerament de μ0. Aquest medi és un dielèctric amb una constant dielèctrica relativa > 1, i és diamagnètic, amb una permeabilitat magnètica relativa < 1. En algunes circumstàncies extremes en què el camp supera el límit de Schwinger (per exemple, en els camps molt alts). trobat a les regions exteriors dels púlsars ), es creu que el buit electrodinàmic quàntic presenta no linealitat en els camps. Els càlculs també indiquen birrefringència i dicroisme en camps alts. Molts dels efectes electromagnètics del buit són petits, i només recentment s'han dissenyat experiments per permetre l'observació d'efectes no lineals. PVLAS i altres equips estan treballant per aconseguir la sensibilitat necessària per detectar efectes QED.